# Вилла-Сантина
Ви́лла-Санти́на (итал. Villa Santina, фриул. Vile di Cjargne) — коммуна в Италии, располагается в области Фриули-Венеция-Джулия, в провинции Удине.
Население составляет 2234 человека (2008 г.), плотность населения составляет 169 чел./км². Занимает площадь 13 км². 
Почтовый индекс — 33029. Телефонный код — 0433.
Покровителем коммуны почитается святой Лаврентий, празднование 10 августа.

## Демография
Динамика населения:

## Администрация коммуны
- Официальный сайт: http://www.comune.villasantina.ud.it/